# Освајачи олимпијских медаља у атлетици — 1.500 метара за жене
Атлетска дисциплина трчања на 1.500 м у женској конкуренцији налази се на програму атлетских такмичења од Летњих олимпијских игара 1972. у Минхену. Освајачице олимпијских медаља у тој дисциплини са постигнутим резултатима приказане су у следећој табели. Времена су приказана у минутима.
| Дисциплина                  |                                     | Резултат           |                                         | Резултат |                                           | Резултат |
| Минхен 1972. детаљи         | Људмила Брагина · Совјетски Савез   | 4:01,38 СР, ОР, НР | Гунхилд Хофмајстер · Источна Немачка    | 4:02,83  | Паола Каки · Италија                      | 4:02,85  |
| Монтреал 1976. детаљи       | Татјана Казанкина · Совјетски Савез | 4:05,48            | Гунхилд Хофмајстер · Источна Немачка    | 4:06,02  | Улрике Брунс · Источна Немачка            | 4:06,09  |
| Москва 1980. детаљи         | Татјана Казанкина · Совјетски Савез | 3:56,56 ОР         | Кристијана Вартенберг · Источна Немачка | 3:57,71  | Надежда Олизаренко · Совјетски Савез      | 3:59,52  |
| Лос Анђелес 1984. детаљи    | Габријела Дорио · Италија           | 4:03,25            | Дојна Мелинте Румунија                  | 4:03,76  | Маричика Пујка Румунија                   | 4:04,15  |
| Сеул 1988. детаљи           | Паула Иван Румунија                 | 3:53,96 ОР         | Лаимуте Баикаускаите · Совјетски Савез  | 4:00,24  | Татјана Самоленко · Совјетски Савез       | 4:00,30  |
| Барселона 1992. детаљи      | Хасиба Булмерка · Алжир             | 3:55,30            | Људмила Рогачова · Уједињени тим1       | 3:56,91  | Ћу Јун Сја · Кина                         | 3:57,08  |
| Атланта 1996. детаљи        | Светлана Мастеркова · Русија        | 4:00,83            | Габријела Сабо Румунија                 | 4:01,54  | Терезија Кизл · Аустрија                  | 4:03,02  |
| Сиднеј 2000. детаљи         | Нурија Мера Бенида · Алжир          | 4:05,10            | Виолета Секељ Румунија                  | 4:05,15  | Габријела Сабо Румунија                   | 4:05,27  |
| Атина 2004. детаљи          | Кели Холмс · Уједињено Краљевство   | 3:57,90            | Татјана Томашова · Русија               | 3:58,12  | Марија Чонкан Румунија                    | 3:58,39  |
| Пекинг 2008. детаљи         | Ненси Џебет Лагат · Кенија          | 4:00,03            | Ирина Лишчинска · Украјина              | 4:01,63  | Наталија Тобијас · Украјина               | 4:01,78  |
| Лондон 2012. детаљи         | Марјам Јусуф Џамал Бахреин          | 4:10,74            | Татјана Томашова Русија                 | 4:10,90  | Абеба Арегави Етиопија                    | 4:11,03  |
| Рио де Жанеиро 2016. детаљи | Фејт Кипјегон Кенија                | 4:08,92            | Гензебе Дибаба Етиопија                 | 4:10,27  | Џенифер Симпсон Сједињене Америчке Државе | 4:10,53  |
| Токио 2020. детаљи          | Фејт Кипјегон Кенија                | 3:53,11 ОР         | Лора Мјур Уједињено Краљевство          | 3:54,50  | Сифан Хасан Холандија                     | 3:55,86  |
| Париз 2024.                 | Фејт Кипјегон Кенија                | 3:51,29 ОР         | Џесика Хал Аустралија                   | 3:52,56  | Џорџија Бел Уједињено Краљевство          | 3:52,61  |
| Лос Анђелес 2028.           |                                     |                    |                                         |          |                                           |          |

1 Екипа ЗНД је наступала под олимпијском заставом.

## Биланс медаља у трци на 1.500 метара за жене
Стање после ЛОИ 2024.
|     | Држава               |    |    |    | Укупно |
| --- | -------------------- | -- | -- | -- | ------ |
| 1.  | Кенија               | 4  | 0  | 0  | 4      |
| 2.  | Совјетски Савез      | 3  | 1  | 2  | 6      |
| 3.  | Алжир                | 2  | 0  | 0  | 2      |
| 4.  | Румунија             | 1  | 3  | 3  | 7      |
| 5.  | Русија               | 1  | 2  | 0  | 3      |
| 6.  | Уједињено Краљевство | 1  | 1  | 1  | 3      |
| 7.  | Италија              | 1  | 0  | 1  | 2      |
| 8.  | Бахреин              | 1  | 0  | 0  | 1      |
| 9.  | Источна Немачка      | 0  | 3  | 1  | 4      |
| 10. | Украјина             | 0  | 1  | 1  | 2      |
| 10. | Етиопија             | 0  | 1  | 1  | 2      |
| 12. | Уједињени тим1       | 0  | 1  | 0  | 1      |
| 12. | Аустралија           | 0  | 1  | 0  | 1      |
| 14. | Аустрија             | 0  | 0  | 1  | 1      |
| 14. | Кина                 | 0  | 0  | 1  | 1      |
| 14. | Сједињене Државе     | 0  | 0  | 1  | 1      |
| 14. | Холандија            | 0  | 0  | 1  | 1      |
|     | Укупно 16 земаља     | 14 | 14 | 14 | 42     |